# Atelopus walkeri
Espèce
Statut de conservation UICN

 DD  : Données insuffisantes
Atelopus walkeri est une espèce d'amphibiens de la famille des Bufonidae.

## Répartition
Cette espèce est endémique de Colombie,. Elle se rencontre entre 1 500 et 2 900 m d'altitude :
- sur le versant Nord de la Sierra Nevada de Santa Marta dans le département de Magdalena ;
- dans le bassin du Río Guatapurí dans le département de Cesar.

## Étymologie
Cette espèce est nommée en l'honneur de Charles Frederic Walker.

## Publication originale
- Rivero, 1963 : Five new species of Atelopus from Colombia, with notes on other forms from Colombia and Ecuador. Caribbean Journal of Science, vol. 3, no 2/3, p. 104–124 (texte intégral).